# Damernas fristående i gymnastik vid olympiska sommarspelen 1980
Damernas fristående i gymnastik vid olympiska sommarspelen 1980 avgjordes den 21-25 juli i Sports Palace of the Central Lenin Stadium.

## Medaljörer
| Gren                | Guld                     | Silver       | Brons                               |
| Damernas fristående | Nellie Kim Sovjetunionen | Ingen utsedd | Natalja Sjaposjnikova Sovjetunionen |
| Damernas fristående | Nadia Comăneci Rumänien  | Ingen utsedd | Maxi Gnauck Östtyskland             |

## Resultat

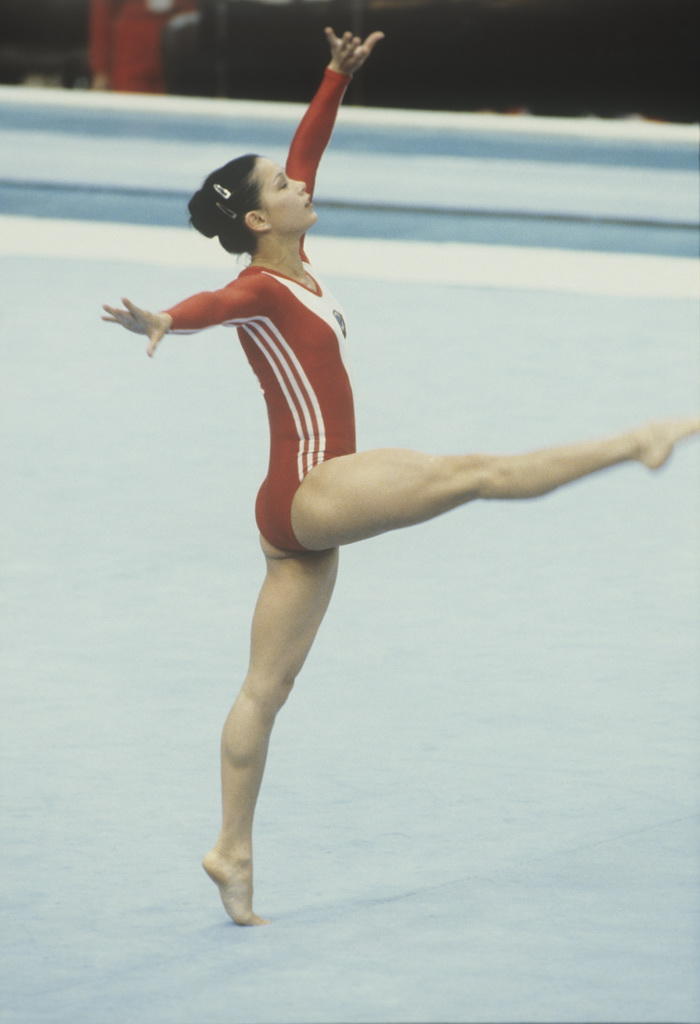
Nellie Kim under sitt guldframträdande.

### Final
| Placering | Gymnast                     | C     | O     | Kval  | Final | Totalt |
| --------- | --------------------------- | ----- | ----- | ----- | ----- | ------ |
|           | Nellie Kim (URS)            | 9,900 | 9,950 | 9,925 | 9,950 | 19,875 |
|           | Nadia Comăneci (ROU)        | 9,950 | 9,900 | 9,925 | 9,950 | 19,875 |
|           | Natalja Sjaposjnikova (URS) | 9,950 | 9,900 | 9,925 | 9,900 | 19,825 |
|           | Maxi Gnauck (GDR)           | 9,900 | 9,950 | 9,925 | 9,900 | 19,825 |
| 5         | Emilia Eberle (ROU)         | 9,900 | 9,900 | 9,900 | 9,850 | 19,750 |
| 6         | Jana Labakova (TCH)         | 9,850 | 9,900 | 9,875 | 9,850 | 19,725 |